# Inga longispica
Inga longispica är en ärtväxtart som beskrevs av Paul Carpenter Standley. Inga longispica ingår i släktet Inga och familjen ärtväxter. Inga underarter finns listade i Catalogue of Life.